# ブリストル 223
タイプ 223
SSTプロジェクトのシルエット平面図
- 用途：超音速輸送機
- 設計者：ブリストル飛行機
- 製造者：
- 生産数：0

ブリストル タイプ 223（英語: Bristol Type 223）は、1950年代から1960年代にかけて、イギリスで研究された超音速輸送機の計画機である。イギリス政府の支援を受けたブリストル社によって研究が行われた。ブリストル 223は、乗客100名を載せ、マッハ2で大西洋を横断する旅客機の計画であり、同時期にフランスのシュド・アビアシオン社でほぼ同様の機体であるシュド シュペル・カラベルが計画されていたことから、両機の開発計画は統合され、1962年11月にコンコルドの開発計画へと発展した。

## 計画の推移
1950年代、イギリスの航空機業界は技術的、商業的に凋落傾向となっていた。ブリストル ブラバゾンは、能力的には充分なものを持っていたが、技術的には優秀ではなく、また大西洋横断航路の顧客にとっては必要以上に大きく高価であったため、商業的にも失敗していた。デ・ハビランド DH.106 コメットは世界初のジェット旅客機であったものの、一連の墜落事故を引き起こし、その原因究明を行っている間に、旅客機市場にはアメリカ製のボーイング707やダグラス DC-8が登場していた。
このような状態ではあったが、イギリスの航空機業界は、試験機を製作し、高速飛行に関する研究を行っていた。1950年代半ばまでに超音速巡航に適した揚抗比を持つ2つの機体デザインが研究された。一方のはアームストロング-ホイットワース社による鋭いM字翼であり、もう一方は細いデルタ翼であった。1956年頃には、これらの研究は政府の関心をひき、モーリン・モルガン卿率いる超音速輸送機委員会 (SATC: Supersonic Transport Aircraft Committee) は、超音速輸送機の開発・研究を行うこととなった。
1959年3月には、STACはイギリス政府に2種類の超音速輸送機を開発するように勧告した。一つはロンドン - ニューヨーク間をマッハ2で運航する150席の長距離機、もう一つは欧州内をマッハ1.2で運航する短距離機である。さらに高速のマッハ3の機体も開発可能性があったが、実用上はマッハ2.2が上限と考えられた。これは、マッハ2.2以上では機体を構成するアルミニウム合金が空力加熱によって強度不足となるためであり、新しい金属材料の開発必要性がでてくるためである。

### ブリストル 198 と 213
1950年代を通して、ブリストル社、ハンドレーページ社、ホーカー・シドレー社がSTACの指導の下、様々なデルタ翼機の研究を行っていた。ブリストル社は198型を基本形にして研究を行っていた。1958年頃の198型の計画は、肩翼配置のデルタ翼機で8発のエンジンを搭載し、乗客150名、マッハ2というものであった。1959年には、ブリストル社は35万ポンドを受け取り、さらに研究を続行した。また、ロイヤル・エアクラフト・エスタブリッシュメントの風洞を用いた研究の結果、マッハ2クラスの大西洋横断航路向けの機体のみが開発価値があり、短距離の超音速輸送機は、そのコストの割に十分な時間短縮効果が得られないことが判明した。
同時期にブリストル社は、マッハ2.2以上でも十分な強度を保てるステンレス鋼製の、213型というほぼ同サイズの航空機も並行して研究していた。しかし、同時期に行われた、ステンレス製の実験機ブリストル 188のデータより、ステンレス製の機体は経済的でないことが判明した。そのため、ブリストル社はアルミニウム合金の温度限界を超えない最大速度マッハ2.2の航空機を設計することとした。

### ブリストル 223
1960年1月1日、イギリスの航空機メーカーの多くは、BAC (British Aircraft Corporation) に統合された。この時点で、ホーカーシドレー社も超音速輸送機の設計を行っていたが、ブリストル社の案のほうが優れていた。ブリストル社は新たに150席の計画案も開始し、また1961年には110席4発エンジンのブリストル 223の開発も開始した。この機体は低翼配置のデルタ翼機であり、エンジンを主翼下に装備していた。
1961年、シュド・アビアシオン社はパリ航空ショーで、シュド シュペル・カラベルの案を披露した。このときまでにSTACはブリストル223を開発することを検討していたが、その開発費用は膨大なものとなりそうであった。両者案とも似通ったデザインであったが、ブリストル223のほうが大きいサイズであった。コスト要因から、1962年11月29日にシュド社案とブリストル社案は統合、コンコルド計画となることが調印された。

## 仕様
データ:バーンズC.H.ブリストル航空機1910年以降p.383

### 一般的な特徴
- 乗組員:6
- 定員:90名
- 全長:176フィート6インチ(53.80 m)
- 翼幅:70フィート0インチ(21.34 m)
- 全高:35フィート0インチ(10.67 m)
- 翼面積:3,700平方フィート(340 m2)
- 空虚重量:104,000ポンド(47,174 kg)
- 総重量: 251,700ポンド(114,169 kg)
- パワープラント:4 ×ブリストル-シドレーオリンパス593、各28,000 lbf(120 kN)推力

### パフォーマンス
- 最高速度:毎時1,450マイル(毎時2,330キロ、1,260キロ)
- 航続距離: 3,300 マイル (5,300 km, 2,900 nmi)
- 実用上昇限度: 60,000 m(18,000 フィート)